# Coccothrinax borhidiana
Coccothrinax borhidiana är en enhjärtbladig växtart som beskrevs av O.Muniz. Coccothrinax borhidiana ingår i släktet Coccothrinax och familjen Arecaceae. IUCN kategoriserar arten globalt som akut hotad. Inga underarter finns listade i Catalogue of Life.